# یواس‌سی و جی‌اس پایونیر (۱۹۲۹)
یواس‌سی و جی‌اس پایونیر (۱۹۲۹) (به انگلیسی: USC&GS Pioneer (1929)) یک کشتی بود که طول آن ۲۰۷٫۶ فوت (۶۳٫۳ متر) بود. این کشتی در سال ۱۹۲۹ ساخته شد.